# Amazon Luna
Amazon Luna je cloudová herní platforma od společnosti Amazon, která vyšla 1. března 2022 v USA, ale v Kanadě a Evropě až o více než rok později, konkrétně 22. března 2023 a je braná jako konkurence produktu xCloud od firmy Microsoft, GeForce Now od Nvidia nebo Stadia od společnosti Google. Cloud gaming umožňuje si pomocí Internetu na svém zařízení streamovat na dálku hry a hrát bez nutnosti hru vlastnit, nebo mít potřebný hardware, protože vše běží přes Internet. Konkrétně Amazon Luna funguje na platformě Amazon Web Services, kde se používají grafické karty Nvidia Tesla T4. Platforma Amazon Luna je dostupná na operačních systémech Windows (DirectX 11), MacOS (OSX 10.13 nebo novější), Amazon Fire TV (Fire TV Stick 2. gen, Fire TV Stick 4K, Fire TV Cube 2. gen), iOS a Android. Pro hraní není potřeba vlastnit proprietární ovladač od Amazonu, ale je zde podpora klávesnice, myši či běžných ovladačů.
Pro přístup k hrám jsou tu dvě možnosti. První je si platit měsíční předplatné, kde je na výběr z několika možností, protože firma Amazon spolupracuje s firmami jako jsou například Ubisoft, Jackbox Gaming nebo využívají spolupráce s Prime Gaming. Druhá možnost je trvalá koupě jednotlivých her bez nutnosti předplatného. Luna je zároveň nativně propojena se streamovací platformou Twitch, což umožňuje sledování streamů a přímé zapnutí her z aplikace.

## Technické vlastnosti
Minimální rychlost potřebná pro hraní je v rozlišení 1080p při 60 snímcích za sekundu je 10 Mbps. Pro hraní ve 4K je potřeba minimální rychlost 35 Mbps. I přesto, že Amazon Luna podporuje 2.4 GHz Wi-Fi, tak při bezdrátovém typu připojení je pro plynulé hraní doporučený kvalitní Wi-Fi router s podporou 5GHz pásma. Pokud není dostatečná rychlost internetového připojení, tak je možnost povolit hraní v rozlišení 720p.
Maximální rozlišení je až 4K s 60 snímky za sekundu, ale to jen u omezených titulů a při stabilním internetovém připojení. Je udáváno, že hraní v rozlišení 1080p je schopné spotřebovat až 10 GB dat za hodinu.

## Luna Controller
Ovladač od Amazonu Luna Controller se připojuje pomocí Wi-Fi přímo k routeru a disponuje technologií Cloud Direct, která umožňuje jej připojit přímo k herním serverům, což má za následek významně nižší latenci až o 30 ms. Dalšími funkcemi je připojení bezdrátově pomocí Bluetooth nebo drátově přes USB-C a pro zvuk je zde 3,5mm jack na sluchátka.
Luna Controller podporuje haptickou odezvu, která funguje během hraní. Ovladač má integrovaný mikrofon, což umožňuje využití hlasového asistenta od Amazonu Alexa, díky němuž můžete například zapínat hry a spoustu dalšího na Fire TV.
Důležité zmínit, že ovladač Luna Controller není nutností pro hraní na Amazon Luna, ale je to jen volitelné příslušenství.

## Minimální požadavky
| Kategorie           | Požadavky |
| ------------------- | --- |
| Smartphone a tablet | Operační systém: Android 9+ nebo novější Tablety Fire 7, Fire HD 8, Fire HD 10 Přístup k Amazon Luna přes prohlížeč na zařízeních iPhone a iPad |
| Smart TV            | 2. generace Amazon Fire TV Stick a novější, Fire TV Cube, 3. generace Fire TV a novější, 2018 Fire TV Edition a novější, Fire TV 2-series, Fire TV 4-series, Fire TV Omni a Omni QLED Series nebo 2021 Samsung TV a novější                                |
| Počítač             | CPU: minimálně 2GHz Operační systém: Windows 10 s podporou DirectX 11 a novější, Mac s OSX 10.13 a novější, Chromebook s Chrome OS verzí 13421 a novější Webový prohlížeč: Chrome verze 83 a novější, Safari iOS 14 a novější, Microsoft Edge 90 a novější |

## Knihovny her
| Název         | Počet her              | Měsíční předplatné                  |
| ------------- | ---------------------- | ----------------------------------- |
| Luna+         | 100 a více             | $9.99                               |
| Jackbox Games | 50 a více              | $4.99                               |
| Ubisoft+      | 45 a více              | $17.99                              |
| Prime Gaming  | 5 až 10 měsíčně zdarma | Součástí Amazon Prime: $14.99/měsíc |

## Dostupnost
Amazon Luna není dostupná po celém světě, protože cloudová služba je velmi náročná na infrastrukturu, která musí být v daných lokalitách na vysoké úrovni, aby vše fungovalo správně.

### Aktuální dostupnost:
- Severní Amerika: USA a Kanada
- Evropa: Velká Británie, Německo, Francie, Itálie, Španělsko, Rakousko, Polsko, Nizozemsko